# Esmeralda (Ringaren i Notre Dame)

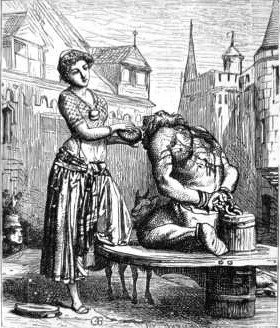
Esmeralda och Quasimodo.

Esmeralda är en av huvudpersonerna i Victor Hugos roman Ringaren i Notre Dame. Hon blev kidnappad av en grupp romer när hon var knappt ett år gammal; dessförinnan hette hon Agnes och var dotter till en prostituerad kvinna kallad Paquette "La Chantefleurie" Guybertaut. När lilla Agnes hade blivit kidnappad trodde modern att romerna hade dödat henne, och tog sin tillflykt till en cell kallad Råtthålet, gjord för fromma sörjande botgörerskor i Paris.
Romerna uppfostrade emellertid Agnes, eller "Esmeralda" ("Smaragd" på spanska) som de kallade henne, som en av dem, och huvuddelen av handlingen utspelas när Esmeralda är sexton år och av alla uppfattas som en rom. Hon beskrivs som mycket vacker och försörjer sig på att dansa och göra konster med sin get Djali. Dessa konster irriterar ärkediakonen Claude Frollo, en av de män som blir förälskade i henne. Frollo driver igenom ett förbud specifikt riktat mot romer att dansa på en viss plats nära katedralen Notre-Dame de Paris, och är allmänt ovänlig mot Esmeralda så att hon blir rädd för honom.
Senare försöker Frollo att tillsammans med sin lydige tjänare, klockringaren Quasimodo, kidnappa Esmeralda. Det leder till att Quasimodo grips av vaktkapten Phoebus de Châteaupers, och ställs inför en döv domare som dömer honom till prygel i en farsartad rättegång. När Quasimodo har blivit piskad visar sig Esmeralda godhjärtad och ger honom vatten medan folk i allmänhet hånar honom och kastar saker på honom.
Esmeralda är med i ett slags klubb som kallas för Mirakelgården. Där räddar hon en poet som heter Pierre Gringoire från att bli hängd av Mirakelgårdens konung Clopin Trouillefou, genom att ingå ett tidsbegränsat äktenskap med Gringoire. Hon gör dock mycket tydligt för Gringoire att hon inte vill ha sex med honom.
Senare har Esmeralda ett kärleksmöte med Phoebus, som hon har blivit förälskad i. Frollo är emellertid där och knivhugger Phoebus, och sedan blir Esmeralda anklagad för att ha dödat Phoebus och ha bedrivit trolldom. Hon erkänner under tortyr och döms till döden genom hängning men räddas dramatiskt på avrättningsplatsen av Quasimodo, som bär in henne i katedralen där hon får fristad.
Victor Hugo skrev även ett libretto till en opera kallad "La Esmeralda". Där är berättelsen och slutet annorlunda än i romanen, och Esmeralda överlever.